# Пардес
Пардес (ивр. פרדס‎ — «фруктовый сад; рай», греч. παράδεισος, англ. Paradise, от перс. پردیس‎; нотар. и акрон. ПаРДеС) — четыре уровня понимания и толкования (экзегетики) Танаха и Талмуда:
- Пшат (פְּשָׁט‎) — простой смысл, прямое значение[3][4].
- Ремез (רֶמֶז‎) — скрытый, глубокий, аллегорический смысл.
- Драш (דְּרַשׁ‎ — «спросить; найти») — совмещение логических, софистических, метафорических[5] и гомилетических толкований.
- Сод (סוֹד‎) — тайный, мистический смысл.

Каждый уровень содержит расширенное понимание текста, не противоречащее смыслу других уровней или раскрывающее его смысл через антиномии. Первые три уровня делятся на два раздела: галаха (еврейский закон) и аггада (сказание). Пшат, ремез и драш содержат методы как галахической, так и аггадической экзегетики. Некоторые талмудисты полагают, что третий уровень — это дин (דין‎ — «судебный закон») и что драш подразделяется на ремез (гомилетическое толкование) и дин (юридическое истолкование).
Пардес — также поэтическое название Торы.

## История из Талмуда
В вавилонском Талмуде (Трактат Хагига, лист 14б) записано, что четверо мудрецов таннаим вошли в пардес: Шимон бен Аззай, Шимон бен Зома, Элиша бен Абуя, Рабби Акива. В талмудической традиции это означает разные формы мистического опыта. Бен Азай взглянул и умер. Бен Зома взглянул и повредился [в уме]. Элиша бен Абуя стал «вырывать саженцы» (Маймонид видит в этом желание постичь нечто большее, чем возможно для человеческого разумения). Рабби Акива «вошёл с миром и вышел с миром».

## Экзотерическое и эзотерическое толкование
- Экзотерическое толкование подразумевает прочтение Писания в контексте физического мира, человека и его понятий. Первые три уровня толкования представляют экзотерическую традицию, представленную такой раввинистической литературой как Талмуд, Мидраш и другими экзотерическими комментариями.
- Эзотерическое толкование подразумевает, что поверхностный смысл текста, который, как и в любом эзотерическом тексте, может быть правдой, однако, не выражает истинного замысла автора, а скрывает его от непосвящённых. Настоящий смысл текста является тайной, скрытой за обманчивым непосредственным смыслом. Четвёртый уровень интерпретации — сод относится к эзотерическому (ניסתר‎, нистар — «тайное, сокрытое,  спрятанное») смыслу и раскрывается независимо друг от друга в двух традициях: мистической (каббала) и  метафизической традиции еврейской философии. Каббалисты и рационалисты спорили, кто из них является носителем истинного смысла тайной доктрины иудаизма, но несмотря на это, и те и другие интерпретировали одни и те же классические раввинистические легенды и эзотерические пассажи из Талмуда (Маасе Берешит и Маасе Меркава), хотя и по-разному. Если рационалисты настаивали на идее трансцендентности Бога в духе западной философии, то каббалисты настаивали на имманентности Бога и Его эманации, что роднит учение каббалы с неоплатонизмом.

Как мистическое, так и рациональное направление эзотерического иудаизма, однако, базируются на раввинистической литературе и соблюдении заповедей, принятых во всех направлениях, в пшат, ремез и драш. Таким образом, еврейская религиозная эзотерика неотделима от экзотерического иудаизма. Эзотерический смысл не отрицает истины экзотеризма, а скорее усилиливает необходимость исполнения экзотерического еврейского закона (галахи) и практического соблюдения 613 заповедей как реализации плана Бога в Творении.
Каббала раскрывает способы толкований и их значение. Человек должен подняться по четырём мирам, соответствующим уровням постижения Торы, экзотерическое и эзотерическое толкование связаны между собой, как звенья цепи, символизирующие разные уровни, которых достиг человек в своём постижении мира.

## Примеры

### Пшат
והארץ הייתה תוהו ובוהו‬ в Ветхом Завете (Быт. 1:2) эта фраза переводится: «Земля же была безвидна и пуста».

Раши в комментарии к Торе (ставшим традиционным, он обычно сопровождает публикуемый текст Торы) трактует это так: на иврите слово тоху означает «удивление, изумление», а слово воху означает «пустоту», значит смысл фразы — «изумление и запустение», это значит, что тот, кто увидел бы Землю, был бы удивлён и изумлён от открывшегося вида.

### Ремез
Аггадический пример:

Традиционный раввинистический текст, объясняющий шесть дней творения как шесть тысяч лет существования мира, и шаббат как седьмой миллениум (тысячу лет) Мессианской эры. Первые две тысячи лет от Адама, через Ноя и Вавилонскую башню, к Аврааму были 2000 лет, когда Бог был сокрыт. Следующие 2000 лет, от Израильских патриархов, через дарование Торы на Синае, к Первому и Второму иерусалимскому Храму, были 2000 лет божественной открытости. Последние 2000 лет в ожидании прихода Мессии являются годами баланса между сокрытием и открытием Божественного.

Намёк (ремез) был найден в первой строке Торы:

«Вначале создал Бог небо и землю» (בראשית ברא אלהים את השמים ואת הארץ‬).

Из семи слов на иврите, присутствующих в этой фразе, только слово שמים‬ («небеса») не имеет буквы א (алеф), которая является первой буквой алфавита и её числовое значение равно единице. Алеф этимологически намекает на слово алуф («глава, властитель») и элеф («тысяча»), первое представляет Единого Бога, второе — тысячу лет. Еврейские корни слов обычно состоят из трёх согласных, а гласные не пишутся, но произносятся. Иврит читается справа налево. Из шести слов с буквой алеф, в первых двух алеф третья буква, обозначая Бога в первые 2000 лет, в следующих двух алеф стоит в начале слова, обозначая раскрытие Бога в последующие 2000 лет, и в последних двух алеф стоит второй буквой, символизируя баланс между сокрытием и раскрытием в последние 2000 лет.

Это пример аллюзий способа толкования ремез, однако такой способ получил развитие в мистической традиции, по каббалистической доктрине Бог творил мир при помощи 22-х еврейских букв в Торе.

### Драш (мидраш)
Рабби Симлай определил, что 613 заповедей были даны Моисею на горе Синай, исходя из того, что гематрия слова «Тора» составляет 611, к этому нужно добавить две первые из Десяти заповедей, сказанные Богом от первого лица, и вместе получится 613 — количество заповедей в Талмудическом иудаизме.

### Сод
Маймонид:

Книга «Путеводитель растерянных» философа-талмудиста Маймонида стала главным трудом средневековой еврейской философии. В ней он провозглашает своё намерение скрыть от простого читателя свои объяснения эзотерического значения Торы на уровне сод. Религиозные еврейские рационалисты считали аристотелизм Маймонида альтернативой метафизике каббалы, также, как и общепринятый академический взгляд на философию Маймонида. Согласно этому взгляду, только средневековые рационалисты и их современные последователи могут расширить возможность человека понять божественное откровение, а не теософские системы типа каббалы. Некоторые академические исследователи считают, что проект Маймонида был направлен против протокаббалы его времени. Каббалисты и их последователи, напротив, читали Маймонида в соответствии с каббалой, и считали его предтечей каббалистики.
Согласно этому мнению, Маймонид использовал рационализм для защиты иудаизма, а не для ограничения уровня сод исключительно рационализмом. Его рационализм, если не рассматривать его, как оппозицию каббале, помог каббалистам избавиться от антропоморфных интерпретаций, свойственных раннему еврейскому мистицизму, хотя каббалисты считают своё учение единственным способом для человека постигнуть божественные истины.